# 鮑耶丘
74°59′S 134°45′W / 74.983°S 134.750°W
鮑耶丘（英語：Bowyer Butte）是南極洲的山丘，位於瑪麗伯德地，寬6公里，處於強森冰川和文茲克冰川之間，海拔高度1,085米，由美國研究隊發現和拍攝空中照片，以氣象學家命名。